# Bejšovec von Bejšov

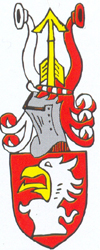
Wappen

Die Bejšovec von Bejšov, auch Byšovec von Byšov (tschechisch Býšovcové z Býšova), waren ein Geschlecht von Landadeligen, die hauptsächlich in Südböhmen gesiedelt haben.

## Geschichte
Die starke Zersplitterung in Nebenlinien und die Verarmung in der Zeit des Dreißigjährigen Krieges lassen eine klar umgrenzte genealogische Betrachtung nicht zu. Spuren haben die Bejšovec von Bejšov vor allem in Südböhmen im Umkreis der Burg Bejšov hinterlassen, es finden sich aber auch Dörfer und Orte in Westböhmen und Mähren.
Die Herkunft wird aufgrund des Hufeisensymbols im Wappen und einer Nebenlinie Beyschowetz in Österreich, die sich auf die polnischen Bychowiecz zurückführen, im polnischen Raum vermutet. Der slawische Name Bejšovec ist bis jetzt durch keine moderne slawische Sprache (Tschechisch/Polnisch) übersetzt worden. Die Bedeutung bzw. der Bezug auf eine Lokalität (Bejšov-ec = „die von Bejšov“) liegt wohl im Altslawischen verborgen.

## Burg Byšov

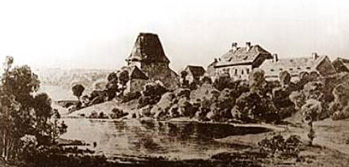
Gemälde der Burg Bejsov eines unbekannten Künstlers

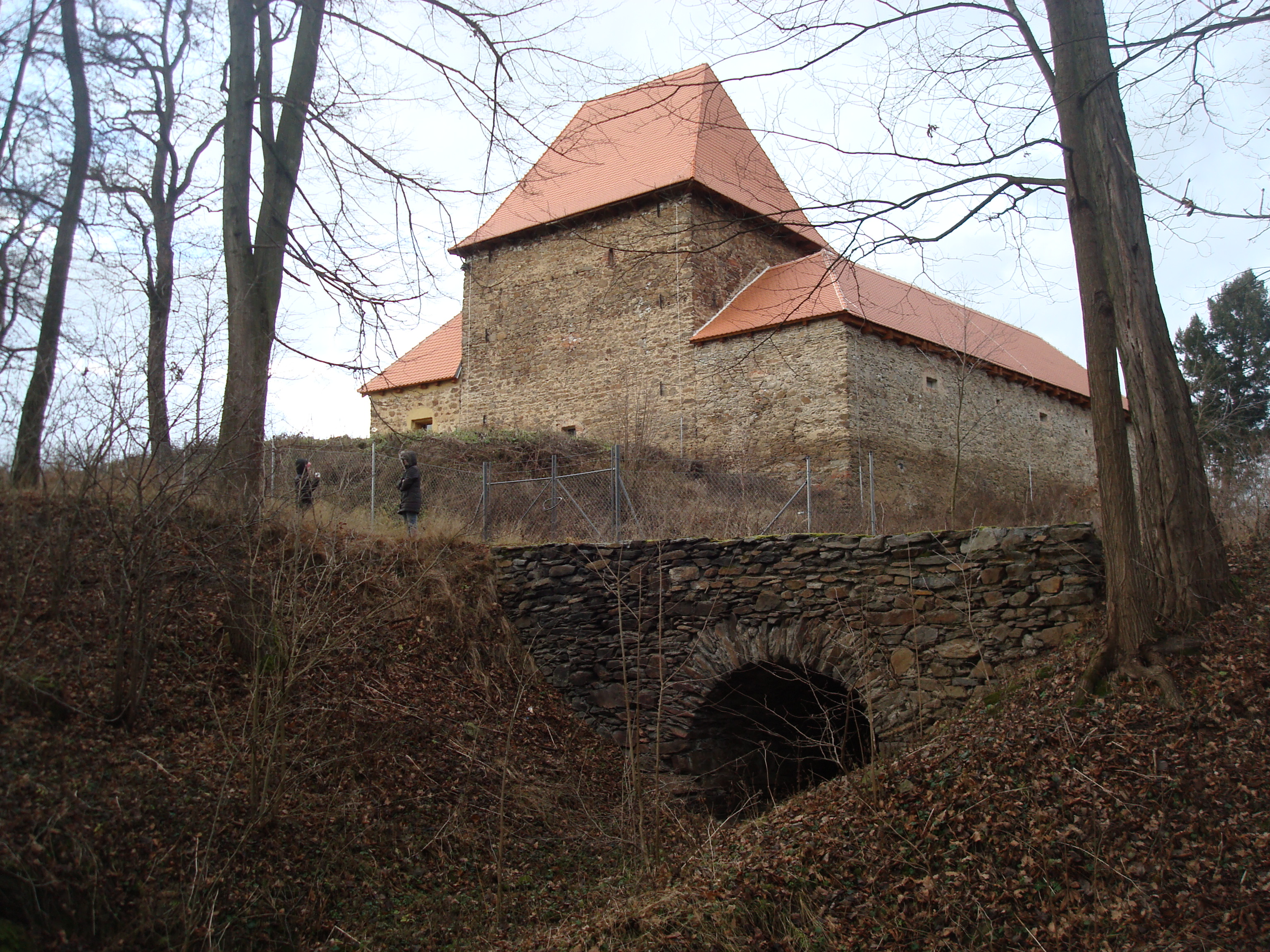
Feste Býšov (2011)

Als erste Vertreter werden die Brüder Arnošt und Kuník zum ersten Mal im Jahre 1395 als Patrone der Kirche in Křtěnov erwähnt. Dieses Dorf musste dem Bau des Kraftwerks Temelín weichen, Kirche und Friedhof sind jedoch direkt neben dem Kernkraftwerk noch erhalten.
Der Hauptsitz der Bejšovec von Bejšov war ein steinerner Wohnturm aus dem 15. Jahrhundert. Dieser befindet sich bei Temelín, fünf Kilometer südwestlich der Stadt Týn nad Vltavou. In Byšov befinden sich ein Turm und Reste ehemaliger Gutsgebäude.
Die Anlage ist im Halbkreis von drei Teichen umgeben, die im Kriegsfall die Erstürmung erschweren sollten. Die Burg war in einen Gutshof integriert, mit dem sie eine ökonomische Einheit bildete.
Im Jahre 1615 verkaufte Jan Bejšovec von Bejšov wegen finanzieller Schwierigkeiten die Burg an die Malovec von Malovic: Mit ihnen lebte 1589 auch Jan Bejšovec von Bejšov der Jüngere, der Sohn von Mikulaš auf der Burg; aber im Jahre 1615 besaß er in Bejšov nichts mehr und lebte im Dorf Dasné, das später öfters als „Hof der Bejšov's“ bezeichnet wird. Der Umzug nach Dasné geschah deswegen, weil er und seine Onkel ihre Anteile an die Herren von Malovec zu ihrer Herrschaft Hluboka und Dřiteňsky verkauft hatten, wonach die alte Burg in einen Schüttboden verwandelt wurde.
Nach dem Dreißigjährigen Krieg und der Rekatholisierung kam der Besitz an die Schwarzenberger. Dort verblieb er bis 1930, als das Gut nach der Enteignung der Schwarzenberger an den Gutsherrn Wladimir Sailer verpachtet wurde. Nach dem baulichen Zustand zu urteilen, war das Gut Bejšov auch noch zu sozialistischen Zeiten ein landwirtschaftlicher Betrieb.
Die Burg war danach im Besitz des Atomkraftwerkes Temelin und stand lange leer. Durch die Witterungseinflüsse hatte die Bausubstanz der Gebäude stark gelitten. Nur der Burgturm ist aufgrund der massiven mittelalterlichen Bauweise in einem besseren Zustand geblieben.

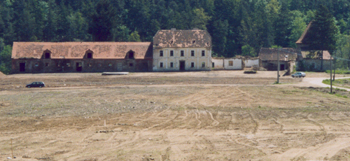
Fotografie vom Zustand von Burg Bejsov 2005 nach Abriss der meisten Gutsgebäude

2005 begannen Bauarbeiten zur Errichtung einer Rapsölfabrik, bei denen der ganze vordere Teil der Gutsanlagen abgerissen wurde. Nach der Rekonstruktion der verbliebenen Bausubstanz sollen im ehemaligen Herrenhaus und den Stallungen die Büros der Fabrik und im Burgturm ein Informationszentrum errichtet werden.

## Hof Bejšov
Die Ruinen des Meierhofes Bejšov liegen etwa sieben Kilometer westlich von Jistebnice zwischen den Dörfern Pazderna und Vesec. Der Hof wurde zuerst im 16. Jahrhundert erwähnt, als er von Matěj Byšovec von Byšov erworben wurde. Das betreffende Waldstück trägt heute auch den Namen Bejšov.

## Personen
- Voldřich/Ulrich Bejšovec, 1594 Leutnant im Truppenaufgebot der Rosenberger[2]

## Namensversionen/Schreibweisen
Bejšovec von Bejšov oder tschechisch Bejšovec z Bejšova (auch Byšovec z Byšova) ist die im Tschechischen gebräuchliche Form. Als Name wird heute in Tschechien, Deutschland und den USA jedoch ausschließlich Bejšovec benutzt. Byssowec ist eine latinisierte Version in alten Urkunden. Beyschowetz/Beischowetz sind typische Eindeutschungen in Deutschland und Österreich. Bychowiec ist die polnische Schreibweise.

## Wappen
|                               | Wappen 1: Bejšovec von Bejšov                                                                                            |
| Wappen 1: Bejšovec von Bejšov | Blasonierung: „Das Wappen führt ein goldenes Hufeisen auf blauem Schild und ebenso als Helmzier.“                        |
| Wappen 1: Bejšovec von Bejšov | Die einzigartige Verwendung von Hufeisen in der polnischen Heraldik weist auf eine Herkunft aus dem polnischen Raum hin. |

|                               | Wappen 2: Bejšovec von Bejšov |
| Wappen 2: Bejšovec von Bejšov | Blasonierung: „Das Wappen trägt den weißen Hals eines Geiers auf rotem Schild, auf dem Helm zwei Hörner weiß und rot, dazwischen ein gelbes Geschoss.“ |
| Wappen 2: Bejšovec von Bejšov | |

Welches Wappen (Variante 1 oder 2) welcher Linie der Bejšovec von Bejšov zugeordnet werden kann, konnte bisher noch nicht geklärt werden.
| | Wappen 3: Beyschowetz „Mogiła“ |
| Wappen der Beyschowetz |                                |
| Wappen der Beyschowetz, die heute in Österreich ansässig sind und von den polnischen Bychowiec abstammen. In Polen werden Wappen aber meist von vielen Adelsfamilien als Gruppenwappen zusammen benutzt. |                                |